# Keetie van Oosten-Hage

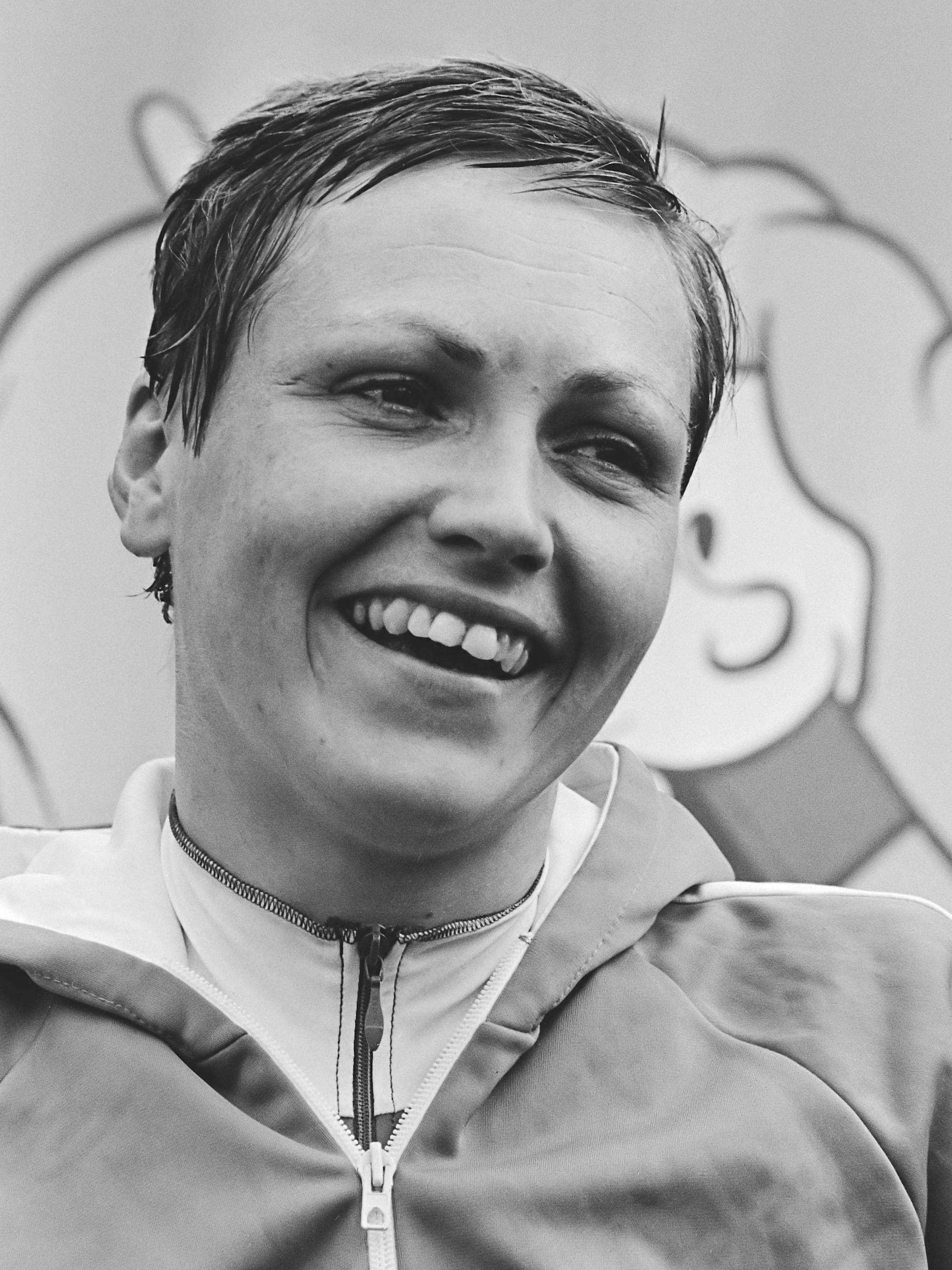
Keetie van Oosten-Hage (1979)

Cornelia „Keetie“ van Oosten-Hage (* 21. August  1949 in Sint Maartensdijk) ist eine ehemalige niederländische  Radrennfahrerin und sechsfache Weltmeisterin.
Keetie van Oosten-Hage war von 1966 bis 1979 im Elite-Radsport aktiv und auf Bahn und Straße gleichermaßen erfolgreich. Ihren ersten Titel gewann sie 1966, als sie Niederländische Meisterin in der Einerverfolgung auf der Bahn wurde. Im selben Jahr wurde sie bei den UCI-Straßen-Weltmeisterschaften Vize-Weltmeisterin auf dem Nürburgring hinter der Belgierin  Yvonne Reynders. Insgesamt wurde Van Oosten-Hage 20-mal Niederländische Meisterin auf Straße und Bahn, davon zwölf Titel in der Einerverfolgung in Folge.
1968 in Imola und 1976 in Ostuni wurde Keetie van Oosten-Hage Weltmeisterin im Straßenrennen; 1975 in Rocourt, 1976 in Monteroni di Lecce, 1978 in München und 1979 in Amsterdam wurde sie Weltmeisterin in der Einerverfolgung auf der Bahn. Am 16. September 1978 verbesserte sie den Stundenweltrekord auf 43,082 km und stellte weitere Rekorde über 5, 10 und 20 km auf. Sie nahm allerdings nie an Olympischen Spielen teil.
Dreimal, 1976, 1977 und 1978 wurde Keetie van Oosten-Hage Sportlerin des Jahres in den Niederlanden. Auch ihre Schwestern Bella van der Spiegel-Hage und Heleen Hage waren erfolgreiche Radrennfahrerinnen; ihr Neffe Jan van Velzen war von 2000 bis 2004 als Profi-Rennfahrer aktiv. Die Trophäe, die jährlich in den Niederlanden an die „Radsportlerin des Jahres“ vergeben wird, ist nach ihr benannt.
Von 1985 an war Keetie van Oosten-Hage als Koordinatorin des niederländischen Radsportverbandes tätig; später arbeitete sie als Lehrerin. Heute lebt sie in Kloetinge bei Goes.